# Rocca Sforzesca di Imola
Die Rocca Sforzesca di Imola ist eine mittelalterliche Festung im Zentrum der Stadt Imola in der italienischen Region Emilia-Romagna, Metropolitanstadt Bologna. Sie ist ein schönes Beispiel für die Festungsarchitektur vom Mittelalter bis zur Renaissance.

## Geschichte
Die Arbeiten zum Bau der Burg begannen vermutlich im Jahre 1332. Das Gebäude entstand auf den Resten eines alten Turms aus dem 11. Jahrhundert.
Im 15. Jahrhundert wurde die Burg unter der Führung von Gian Galeazzo Maria Sforza auf die neuen Verteidigungssysteme angepasst, was durch die neuen Waffen, die zu dieser Zeit erschienen, erforderlich war. In dieser Zeit erhielt die Burg in heutiges Aussehen mit den vier großen Rundtürmen und dem Bergfried, der um einige Meter abgesenkt ist, um besser den Salven der Feuerwaffen widerstehen zu können. Außer Zwecken der Verteidigung dienten diese Mauern auch als Gefängnis. In der ersten Hälfte des 15. Jahrhunderts war dort 12 Jahre lang Antonio Ordelaffi, der Herr von Forlì, eingesperrt. 1499 wurde die Festung von Cesare Borgia belagert und eingenommen. 1502 rief Borgia Leonardo da Vinci, um die Zeichnungen für die Befestigungsarbeiten des Gebäudes nach den Schäden, die es bei den Artillerieangriffen Borgias erlitten hatte, zu erstellen.

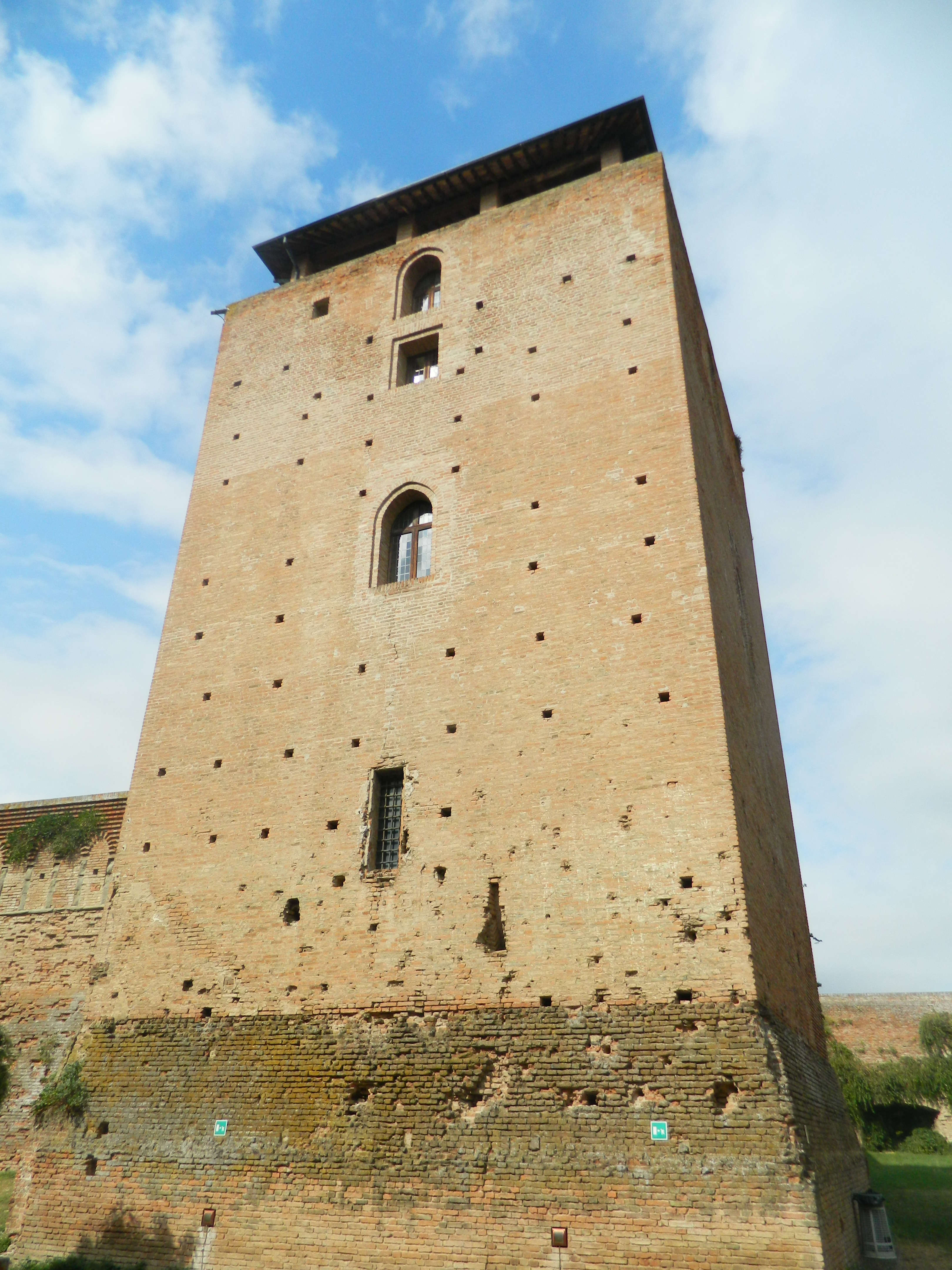
Bergfried

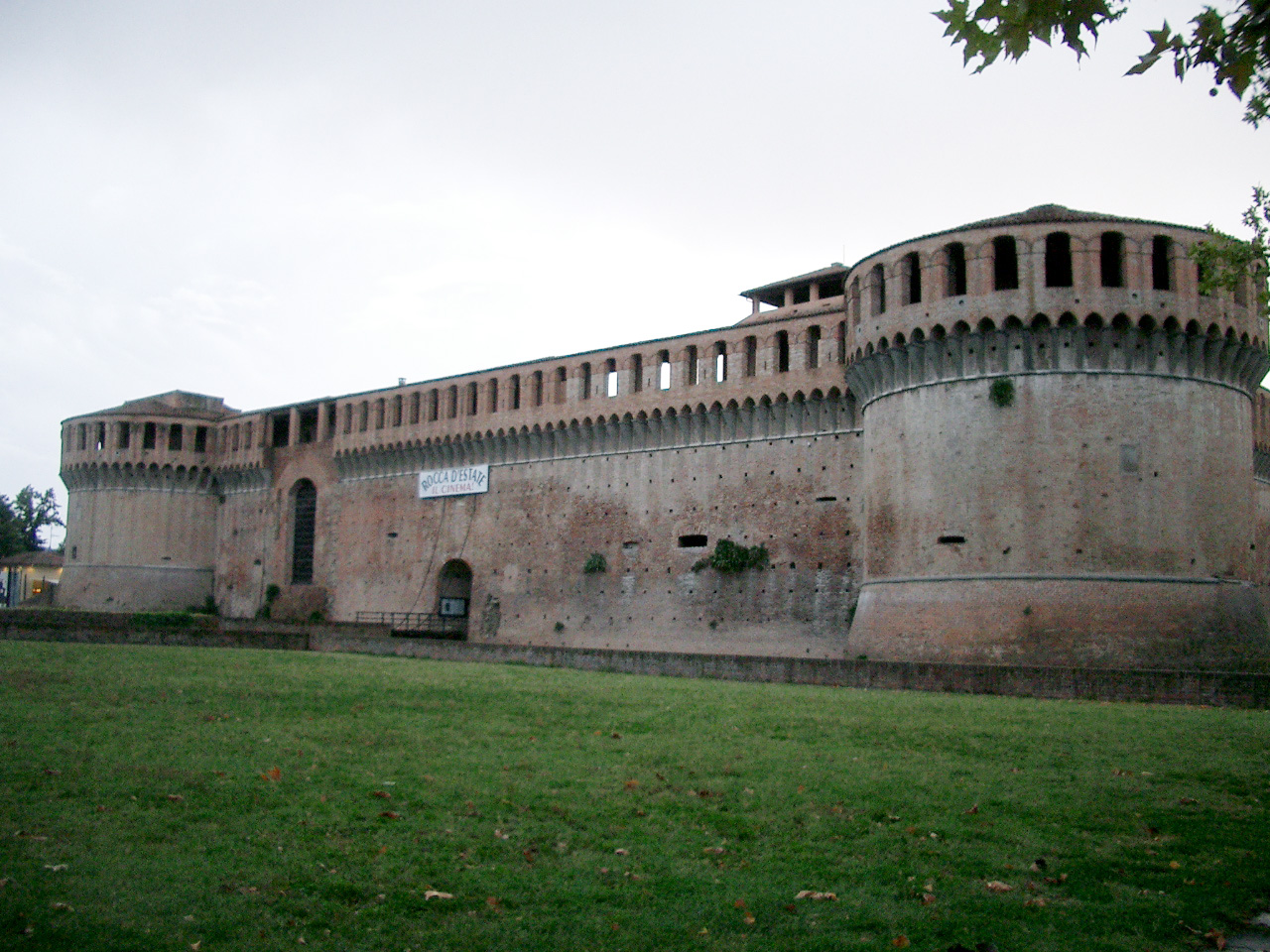
Die Burg von Nordosten, von der Seite der Piazzale Giovanni dalle Bande Nere

Nach und nach geriet Imola unter die direkte Herrschaft des Papstes. Da es nun keine Verteidigungsanlagen mehr nötig hatte, verlor die Festung von Imola ihre ursprüngliche Funktion. Ab 1524, dem Jahr, in dem Francesco Guicciardini als Präsident der Provincia Romandiolæ des Kirchenstaates in die Emilia-Romagna kam, wurde die Burg Gefängnis des Papstes. Auch nach der Gründung des Königreichs Italien behielt sie diese Funktion. Im Zweiten Weltkrieg und besonders nach dem 8. September 1943 wurden die Zellen der Rocca Sforzesca mit politischen Oppositionellen belegt. Von dort kamen die Gefangenen, die später in der Nähe des „Becca“brunnens erschossen wurden. Die Burg erfüllte bis 1958 ihre Funktion, dann wurden die Gefängnisse geschlossen.
1973 wurde der Komplex restauriert und als Museum der Öffentlichkeit zugänglich gemacht. Dort sind eine Keramik- und eine Waffensammlung untergebracht; letztere enthält etwa 600 Ausstellungsstücke aus dem 16. bis 20. Jahrhundert. In der Burg hat auch eine prestigeträchtige Kultureinrichtung ihren Sitz, die Accademia Pianistica Internazionale «Incontri col Maestro».